# Aporosa symplocoides
Aporosa symplocoides là một loài thực vật có hoa trong họ Diệp hạ châu. Loài này được (Hook.f.) Gage mô tả khoa học đầu tiên năm 1922.